# Willem de Graaffprijs
De Willem de Graaffprijs is een prijs die om de drie jaar wordt uitgereikt aan een professioneel sterrenkundige of ruimteonderzoeker voor de popularisering van de sterrenkunde of het ruimteonderzoek. De prijs is in 2005 ingesteld door Stichting De Koepel ter ere van de ruimteonderzoeker Willem de Graaff, die lange tijd voorzitter van de stichting was geweest. 
De Willem de Graaffprijs werd voor het eerst in 2007 uitgereikt. Sinds de opheffing van De Koepel wordt de prijs uitgereikt door de Nederlandse Astronomenclub.

## Lijst van winnaars
| Jaar | Naam              |
| ---- | ----------------- |
| 2007 | John Heise        |
| 2010 | Vincent Icke      |
| 2013 | Peter Barthel     |
| 2016 | Joeri van Leeuwen |
| 2019 | Sera Markoff      |
| 2022 | Marc Klein Wolt   |